# Кот, Грег
Грег Кот (англ. Greg Kot, род. 3 марта 1957, США) — американский писатель и музыкальный критик. Начиная с 1990 года Кот публикуется в газете в Chicago Tribune, где освещает популярную музыку и рассказывает о социальных, политических и деловых вопросах, связанных с музыкой. Кот является ведущим передачи «Sound Opinions», которая, по его словам, представляет собой «единственное в мире рок-н-ролльное ток-шоу», организованное на национальном уровне через домашнюю базу Общественного радио Чикаго и транслируется на волнах WBEZ-FM 91.5
. 
Кот является автором книг: «Wilco: Learning How to Die», «Ripped: How the Wired Generation Revolutionized Music» и «I'll Take You There: Mavis Staples, the Staple Singers and the March up Freedom's Highway». Также он принял участие в создании «The Beatles vs. The Rolling Stones: Sound Opinions on the Great Rock 'n' Roll Rivalry» вместе с Джимом Дерогатисом (соведущим по радиошоу). Кроме того, Кот отметился публикациями в следующих книгах: «Encyclopædia Britannica», «Cash: By the Editors of Rolling Stone», «Harrison: A Rolling Stone tribute to George Harrison», «The Trouser Press Guide to '90s Rock», «The Rolling Stone Album Guide» и «MusicHound Rock: The Essential Album Guide». Помимо давнего сотрудничества с журналом Rolling Stone, Кот также участвовал в создании материала для многих американских изданий, включая: Details, Blender, Men's Journal, Guitar World, Vibe и Request, а также газеты для Entertainment Weekly.